# Krásnoočko
Krásnoočko (Euglena) je rod jednobuněčných bičíkatých organismů na pomezí mezi prvoky a řasami, dnes však řazený do kmene Euglenozoa, říše Excavata.

## Popis
Buňka krásnoočka je kryta jemnou pružnou blanou zvanou pelikula, díky které může krásnoočko měnit svůj tvar. Pohyb mu umožňuje bičík. Prostřednictvím bičíku rychle plave a změnou svého tvaru se dokáže protáhnout mezi překážkami. Blízko místa, ze kterého vyrůstá bičík, má útvar zvaný stigma – červenou světločivnou skvrnu, jejíž pomocí krásnoočko zjišťuje, odkud přichází světlo. Také mají pulzující vakuolu a nacházejí se ve sladkých vodách (často znečištěných).
Když jsou delší dobu ve tmě bez možnosti fotosyntézy, dokážou se živit organickými částicemi.[zdroj?] Krásnoočko se rozmnožuje nepohlavně, dělením na dva nové jedince. Krásnoočka se většinou vyskytují ve znečištěných vodách. Některé taxony jsou schopné žít v biotopech s extrémně nízkým pH, např. Euglena mutabilis Schmitz, se vyskytuje v rašeliništích a rašelinných vodách a také v kyselých biotopech spojených s těžbou.

## Význačné druhy
- Euglena deses Ehrenberg
- krásnoočko štíhlé (Euglena gracilis G.A. Klebs )
- Euglena oxyuris Schmarda (podle poznatků molekulární biologie byl tento taxon přeřazen do rodu Lepocinclis jako Lepocinclis oxyuris (Schmarda) Marin et Melkonian)
- krásnoočko krvavé (Euglena sanguinea )
- Euglena spirogyra Ehrenberg (podle poznatků molekulární biologie byl tento taxon přeřazen do rodu Lepocinclis jako Lepocinclis spirogyroides Marin et Melkonian)
- krásnoočko zelené (Euglena viridis Ehrenberg)
- Euglena caudata Hubner